# Estadio Erick Barrondo
El Estadio Erick Barrondo es un recinto deportivo ubicado en la Ciudad de Guatemala. Se encuentra en el Parque Erick Barrondo donde se encuentran también otras áreas para otros deportes.

## Historia
Remodelación en 223
El recinto fue nombrado en honor al atleta Erick Barrondo, quien ganó la medalla de plata en los Juegos Olímpicos de Londres 2012. Fue remodelado y entregado el 29 de noviembre de 2023 por el Ministerio de Cultura y Deportes y el presidente de la república Alejandro Giammattei. 